# Mystical Truth
Mystical Truth – siedemnasty album studyjny Black Uhuru, jamajskiej grupy muzycznej wykonującej roots reggae.
Płyta została wydana w roku 1992 przez amerykańską wytwórnię Mesa / Bluemoon Recordings. Nagrania zostały zarejestrowane w studiu Leggo Sounds w Kingston. Ich produkcją zajęli się Christopher Troy, Bob Brockman i Zac Harmon.
15 maja 1992 roku album osiągnął 6. miejsce w cotygodniowym zestawieniu najlepszych albumów world music magazynu Billboard (ogółem był notowany na liście przez 9 tygodni).
W roku 1994 krążek został nominowany do nagrody Grammy w kategorii najlepszy album reggae. Była to szósta nominacja do tej statuetki w historii zespołu.

## Lista utworów
1. "Questions"
2. "Bassline"
3. "Slippin' Into Darkness"
4. "Give My Love"
5. "Don't You Worry"
6. "Dreadlock Pall Bearers"
7. "One Love" feat. Louie Rankin
8. "Pay Day"
9. "Ozone Layer"
10. "Livin In The City"
11. "Young School Girl"
12. "Mercy Street"

## Muzycy

### Black Uhuru
- Duckie Simpson - wokal
- Don Carlos - wokal
- Rudolph "Garth" Dennis - wokal

### Instrumentaliści
- Earl "Chinna" Smith - gitara
- Earl "Bagga" Walker - gitara basowa
- Chris Meredith - gitara basowa
- Marcus "Rangatan" Smith - perkusja
- Harry "Harry T" Powell - perkusja
- Melbourne "George Dusty" Miller - perkusja
- Antonio Ocasio - perkusja
- Noel Davis - fortepian
- Christopher Troy - keyboard, fortepian
- Tony "Asha" Brissett - keyboard, fortepian
- Ronald "Nambo" Robinson - puzon
- Howard Alston - saksofon
- Dean Fraser - saksofon
- David Madden - trąbka
- Junior "Chico" Chin - trąbka

### Gościnnie
- Lisa Hewitt - chórki
- Vann Johnson - chórki
- Ived "Sen-C" Campbell - chórki
- Louie Rankin - wokal w utworze "One Love"